# 生田恵子
生田 恵子（いくた けいこ、本名：斉藤八重子（旧姓・岩崎）、1928年（昭和3年）6月20日 - 1995年（平成7年）4月18日）は、日本の歌手。

## 来歴
東京都出身。宝塚歌劇団を経て、1949年に歌手デビュー。芸名の由来は「ビクターで稽古」から。
1952年、ブラジルの民族音楽である「バイヨン」を取り入れた「バイヨン踊り」がヒットし、「バイヨンの女王」と呼ばれるようになる。その後、「東京ティティナ」「東京バイヨン」「銀座マンボ」「月夜の水車小屋」「君懐しのトランペット」がヒットした。
1956年12月31日、第7回NHK紅白歌合戦に初出場し、「アイ・アイ・バンジョー」を歌唱した。この第7回紅白の生田の歌のラジオ中継の音声が現存する。
昭和40年代の懐メロブームの際は、東京12チャンネル（現・テレビ東京）の「なつかしの歌声」に出演し、往年の曲を披露した。
晩年は、自身のヒット曲である「東京ティティナ」と同じ店名の飲食店を経営する傍ら、日本歌手協会主催の歌謡祭などにも度々出演し、変わらぬ美声を披露していたが、1995年4月18日、脳出血のため相模原市の病院で死去。享年68。

## NHK紅白歌合戦出場歴
| 年度/放送回              | 曲目                   | 対戦相手 |
| ------------------------ | ---------------------- | -------- |
| 1956年（昭和31年）/第7回 | アイ・アイ・バンジョー | 林伊佐緒 |

## テレビドラマ出演
- 特別機動捜査隊 第385話「ブルーボーイ」（1969年3月12日、NET）
- 嫁ゆかば 第19話「だからわかってほしいの!」（1969年6月3日、日本テレビ） - はるこ 役